# Малые Борки (Липецкая область)
Ма́лые Бо́рки — деревня Тербунского сельского поселения Тербунского района Липецкой области. Расположены на реке Олым в 14 км западнее районного центра села Тербуны.
Известны с 1778 года. Название — по находившимся рядом боркам (лескам).
В начале XX века помещиком Шереметевым в Малых Борках создан конный завод. После Октябрьской революции завод был национализирован и просуществовал до 1941 года.

## Население
| 2009 | 2010 |
| ---- | ---- |
| 224  | ↘215 |

## Известные уроженцы
- Андрей Иванович Кузьмин